# Saint-Paul-Lizonne
Saint-Paul-Lizonne – miejscowość i gmina we Francji, w regionie Nowa Akwitania, w departamencie Dordogne.
Według danych na rok 1990 gminę zamieszkiwało 347 osób, a gęstość zaludnienia wynosiła 37 osób/km² (wśród 2290 gmin Akwitanii Saint-Paul-Lizonne plasuje się na 838. miejscu pod względem liczby ludności, natomiast pod względem powierzchni na miejscu 1108.).